# Type 3 Ho-Ni III
Ho-Ni III Kiểu 3 (三式砲戦車 ホニIII San-shiki hōsensha?) là một kiểu pháo tự hành chống tăng hay pháo tự hành được Lục quân Đế quốc Nhật Bản sử dụng trong Chiến tranh thế giới thứ hai. Đây là kiểu pháo tự hành chống tăng được thiết kế thay thế cho Ho-Ni I Kiểu 1, với độ an toàn cao hơn nhờ cấu trúc tháp pháo kín.

## Lịch sử phát triển
Một trong những nhược điểm của Ho-Ni I Kiểu 1 và Ho-I Kiểu 2 là cấu trúc tháp pháo hở nóc, khiến cho các kiểu pháo tự hành này tỏ ra không phù hợp với đánh cận chiến. Tháp pháo kín và được bọc thép của Ho-Ni III Kiểu 3 đã khắc phục được những nhược điểm trên. Việc sản xuất đã được giao cho công ty Hitachi vào đầu năm 1944 tuy nhiên do thiếu hụt nguyên liệu và các cuộc ném bom của Đồng Minh trên lãnh thổ Nhật Bản, chỉ có 31 hoặc 41 chiếc đã được hoàn thành khi Chiến tranh thế giới thứ hai kết thúc.

## Thiết kế
Ho-Ni III Kiểu 3 sử dụng cấu trúc của kiểu xe tăng hạng trung Chi-Ha Kiểu 97. Hỏa lực chính của kiểu xe này là một dã pháo Kiểu 90 75 mm, dựa trên kiểu pháo của Pháp Schneider et Cie Canon de 85 mle 1927, giống như xe tăng Chi-Nu Kiểu 3. Khẩu pháo 75 mm được đặt trong một khoang chiến đấu kín với cạnh bên kéo ra bên ngoài những cạnh vỏ ngoài tạo nên hình dạng một tháp pháo nhưng trên thực tế nó không có khả năng xoay. Ho-Ni III không gắn hỏa lực phụ.

## Lịch sử hoạt động
Ho-Ni III Kiểu 3 được đưa vào nhiều đơn vị, trong đó phần lớn vào nhiệm vụ bảo vệ lãnh thổ Nhật Bản trước kế hoạch đổ bộ của Đồng Minh. Khi Nhật Bản đầu hàng Đồng Minh trước khi cuộc đổ bộ diễn ra, không hề có ghi nhận nào về việc Ho-Ni III Kiểu 3 được sử dụng trong chiến đấu.